# NGC 1616
NGC 1616 is een spiraalvormig sterrenstelsel in het sterrenbeeld Graveerstift. Het hemelobject werd op 24 oktober 1835 ontdekt door de Britse astronoom John Herschel.

## Synoniemen
- PGC 15479
- ESO 251-10
- MCG -7-10-13
- AM 0431-434
- IRAS 04311-4349